# Franklin (nome)
Franklin  è un nome proprio di persona inglese maschile.

## Varianti
- Maschili: Franklyn[2][3]

## Origine e diffusione

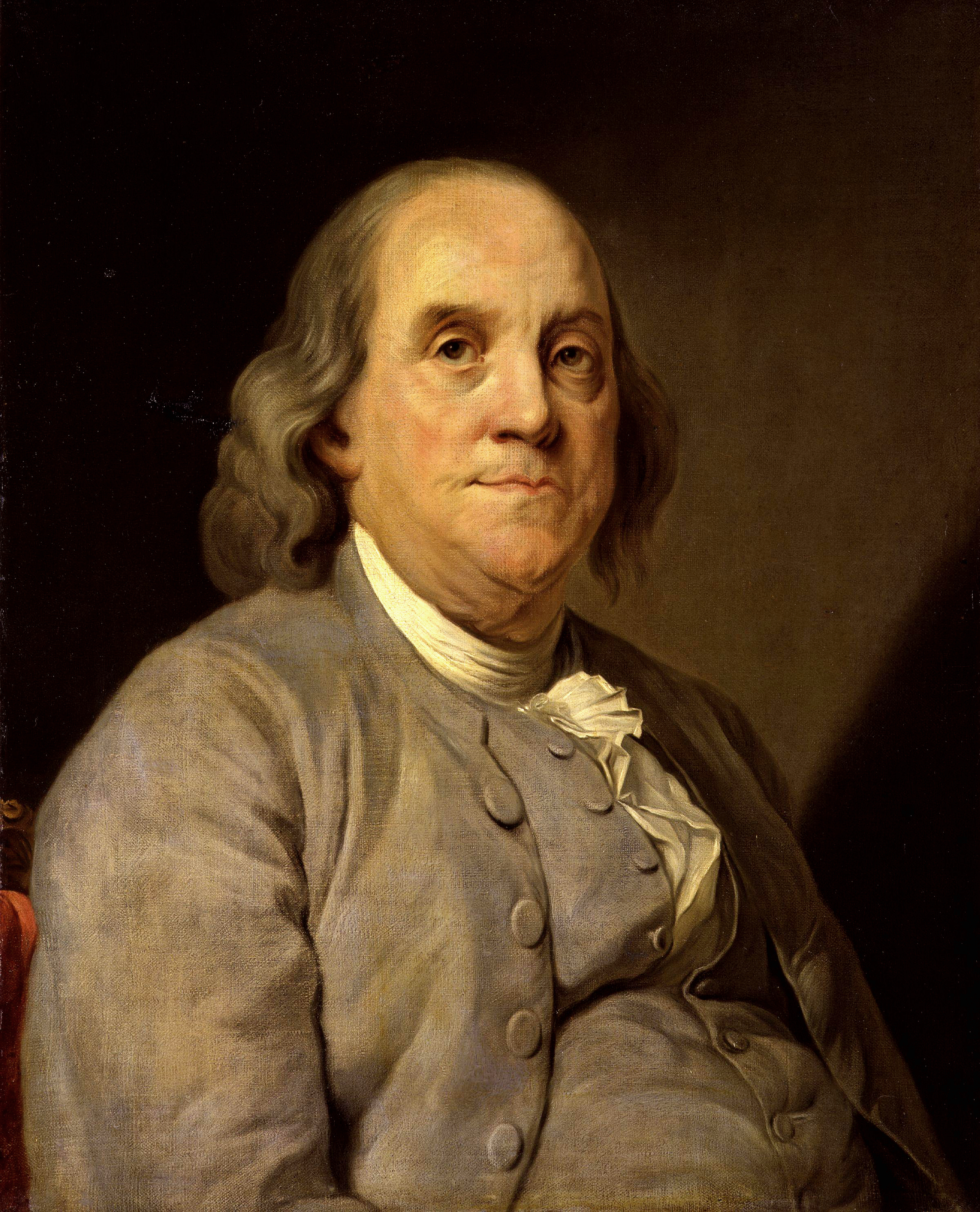
Benjamin Franklin ritratto da Joseph Duplessis

Riprende il cognome inglese Franklin, più anticamente Frankeleyn, basato sull'aggettivo medio inglese frankelin, dal francese antico fraunclein, che vuol dire "uomo libero", "proprietario territerio di origini non nobili"; per significato è quindi analogo al nome Franco, con cui condivide la radice.
Il suo uso come nome cominciò sostanzialmente negli Stati Uniti nel tardo XVIII secolo, per commemorare lo statista Benjamin Franklin, e la sua popolarità aumentò ulteriormente durante il mandato presidenziale di Franklin Delano Roosevelt.

## Onomastico
Il nome non è portato da alcun santo, quindi è adespota, e se ne festeggia l'onomastico il 1º novembre, in occasione di Ognissanti.

## Persone

Franklin Delano Roosevelt

- Franklin Adreon, regista e produttore cinematografico statunitense
- Franklin Buchanan, militare statunitense
- Franklin Chang-Diaz, astrronauta e fisico statunitense
- Franklin Henry Giddings, sociologo statunitense
- Franklin Lashley, wrestler e artista marziale misto statunitense
- Franklin Pierce, politico statunitense
- Franklin Delano Roosevelt, politico statunitense
- Franklin Santana, modello e attore venezuelano
- Franklin Schaffner, regista statunitense
- Franklin Távora, scrittore brasiliano

### Variante Franklyn
- Franklyn Barrett, direttore della fotografia, regista e produttore cinematografico australiano
- Franklyn Nubuasah, vescovo botswano

## Il nome nelle arti
- Franklin è la tartaruga protagonista dell'omonima serie animata canadese.
- Franklin Clinton è un personaggio del videogioco Grand Theft Auto V.
- Franklin Richards è un personaggio dei fumetti Marvel Comics.